# Senna hirsuta
Senna hirsuta är en ärtväxtart som först beskrevs av Carl von Linné, och fick sitt nu gällande namn av Howard Samuel Irwin och Rupert Charles Barneby. Senna hirsuta ingår i släktet sennor, och familjen ärtväxter.

## Underarter
Arten delas in i följande underarter:
- S. h. acuminata
- S. h. glaberrima
- S. h. hirsuta
- S. h. hirta
- S. h. leptocarpa
- S. h. puberula
- S. h. streptocarpa

## Bildgalleri

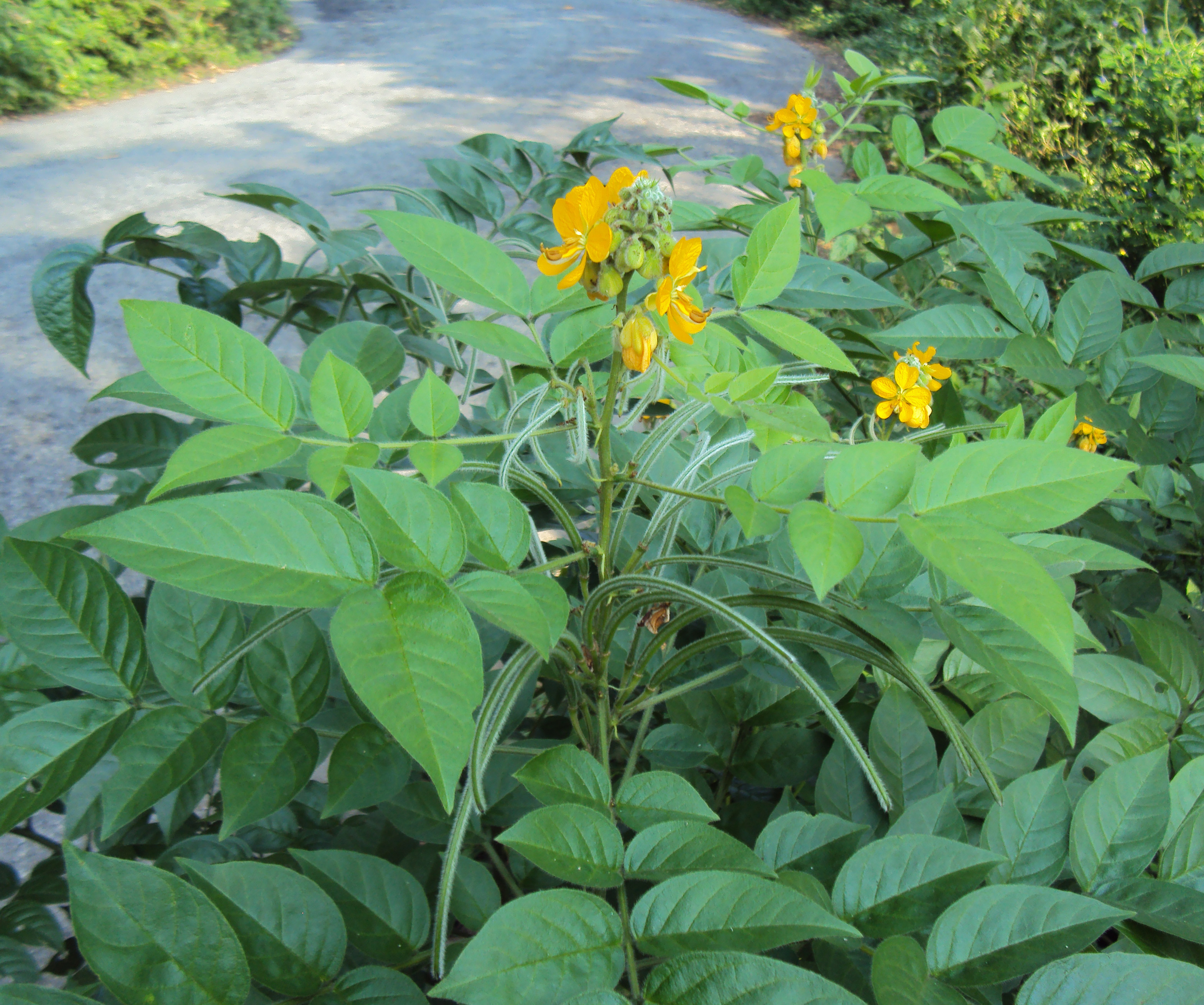
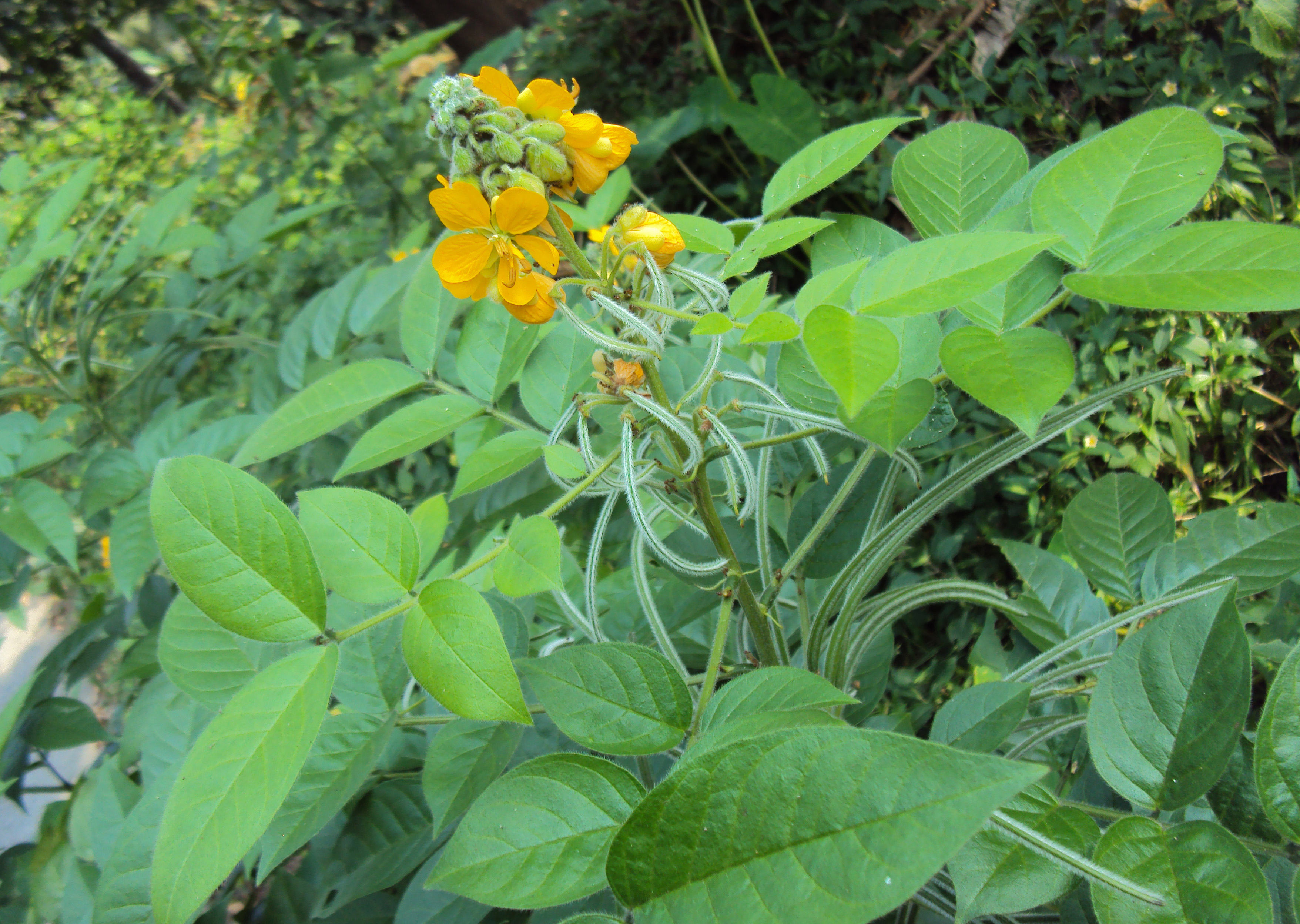
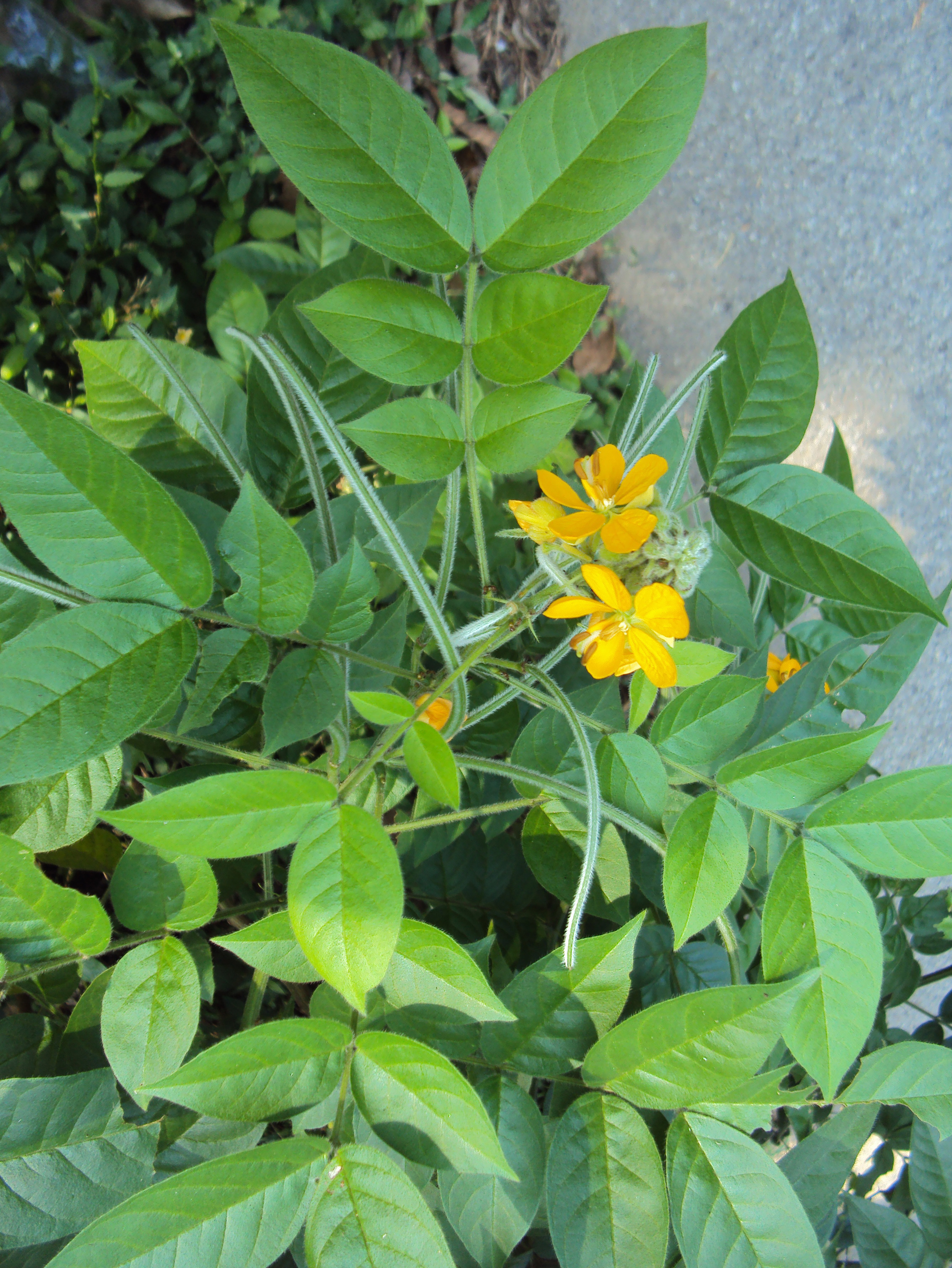
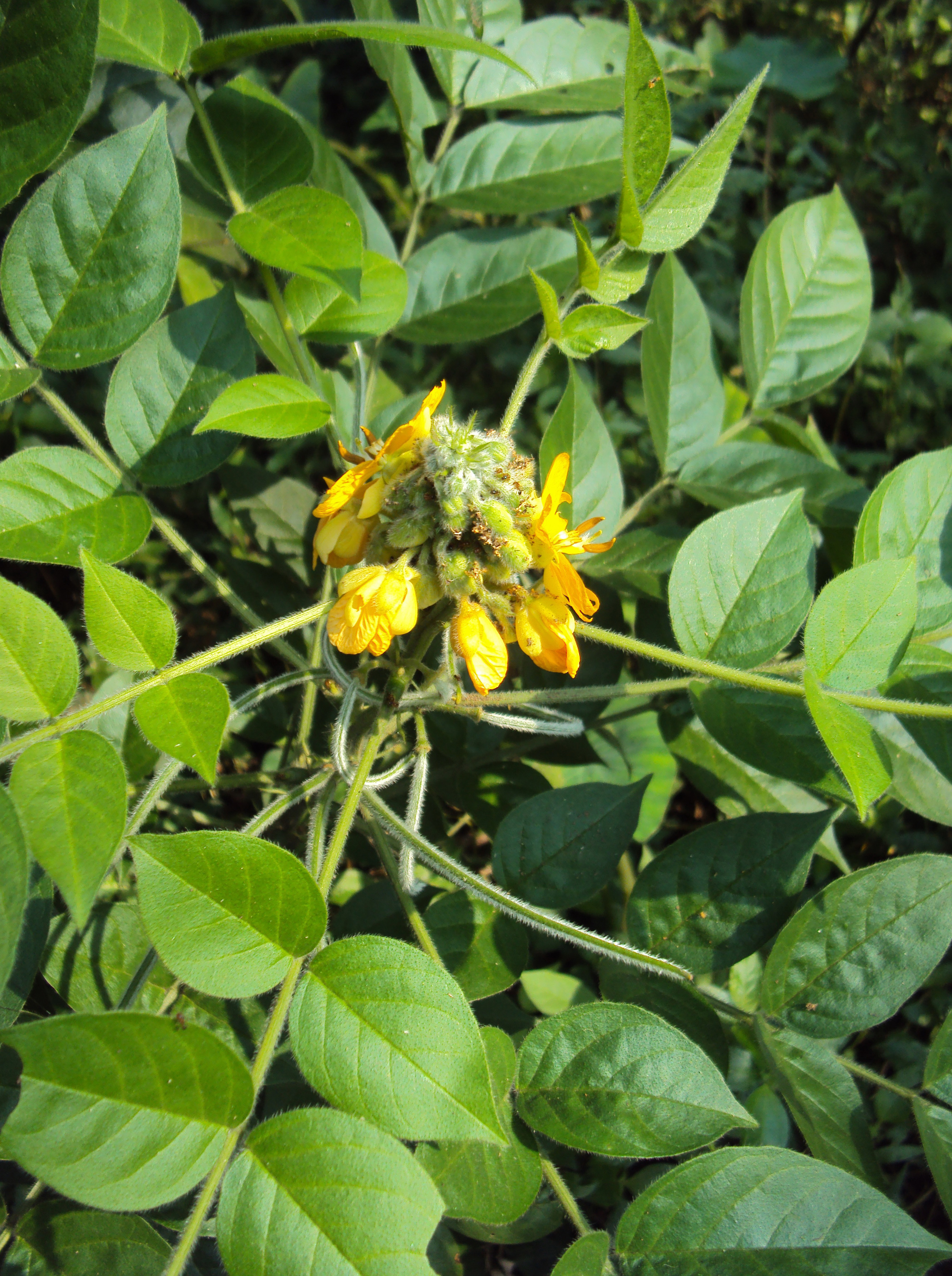